# Grant megye (Minnesota)
Grant megye az Amerikai Egyesült Államokban, azon belül Minnesota államban található. Megyeszékhelye Elbow Lake. Lakosainak száma 6074 fő (2020. április 1.). Grant megye Otter Tail, Stevens, Wilkin, Traverse, Douglas és Pope megyékkel határos.

## Népesség
A megye népességének változása:
| Lakosok száma | 5998 | 6004 | 5937 | 5989 | 5903 | 6074 |
|               | 2010 | 2011 | 2012 | 2013 | 2015 | 2020 |